# Jan Steven Werbrouck

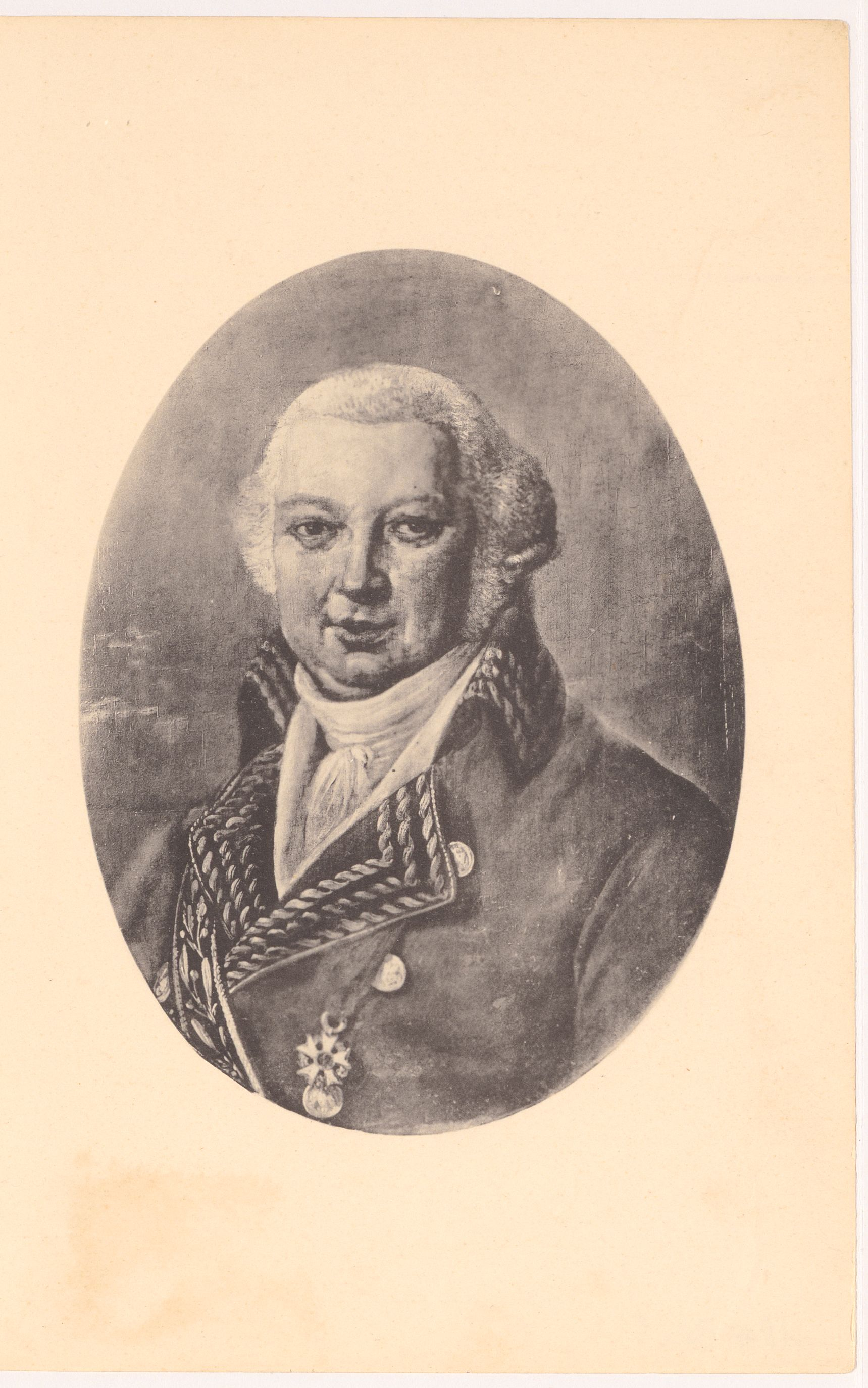
Jan Steven Werbrouck door Mattheus Ignatius van Bree

Jan Steven Augustinus Werbrouck (Antwerpen, 23 april 1750 - 13 december 1813) was burgemeester van Antwerpen.

## Levensloop
Werbrouck was een zoon van Nicolas Werbrouck, lid van de Antwerpse Handelskamer en assessor van de Berg van barmhartigheid, en van Jeanne Carpentier. Hij werd handelaar in Antwerpen. In 1779 werd hij, samen met zijn drie broers, onder het Oostenrijks bewind, in de erfelijke adel opgenomen.
Hij speelde in de lokale politiek een rol, die ertoe leidde dat hij in 1797 werd verkozen voor de Conseil des Anciens door de kiezers van het departement van de Twee-Nethen. Zijn verkiezing werd echter geannuleerd, omdat hij er van verdacht werd een royalist te zijn.
Na 18 Brumaire maakte hij betere kansen en werd hij lid van de Algemene Raad van het departement van de Twee Nethen.
Op het stedelijk vlak werd hij in 1801 maire van Antwerpen, een ambt dat hij bekleedde tot in 1811.
In 1803 werd hij Ridder in het Legioen van Eer en in 1809 werd hij opgenomen in de empireadel met de titel van ridder. Hij was bij herhaling de gastheer voor Napoleon Bonaparte wanneer deze naar Antwerpen kwam.
Jan Werbrouck lijkt geen nakomelingen te hebben gehad. Zijn broer Nicolas Werbrouck (1753-1814) had wel afstammelingen. Twee zoons van hem, Louis Werbrouck (1786-1861) en Ferdinand Werbrouck (1790-1855), kregen in 1824 adelserkenning. Ook een kleinzoon en een achterkleinzoon kregen in 1889 adelserkenning. Ze namen als wapenspreuk Fortiter et suaviter.